# Hoya aldrichii
Hoya aldrichii är en oleanderväxtart som beskrevs av William Botting Hemsley. Hoya aldrichii ingår i släktet Hoya och familjen oleanderväxter. Inga underarter finns listade i Catalogue of Life.